# Champ de tir de Kobylisy
Le champ de tir de Kobylisy (tchèque : Kobyliská střelnice) est un ancien stand de tir militaire situé à Kobylisy, une banlieue au nord de Prague, en  République tchèque. 
Il est créé en 1889-1891, sur un site qui était à l'époque en dehors de la ville, comme un centre de formation de l'armée de l'empire Austro-hongrois (et plus tard Tchécoslovaque). Pendant l'occupation Nazie, il est utilisé pour des exécutions de masse dans le cadre de représailles contre les tchèques après l'assassinat de Reinhard Heydrich en 1942.  
Environ 550 tchèques de toutes les classes sociales y sont fusillés, pour la plupart entre le 30 mai et le 3 juillet 1942, des exécutions ayant lieu presque tous les jours. Les corps des suppliciés ont ensuite été incinérés au crématorium de Strašnice. 
La liste des personnes tuées comprend :
- Jan Auerhan, directeur du bureau des statistiques
- Général Alois Eliáš, premier ministre
- lieutenant-colonel Josef Mašín soldat, célèbre résistant.
- Matěj Pavlík-Gorazd, évêque de l'Église orthodoxe de Tchéquie et de Slovaquie, plus tard canonisé comme saint Gorazd.
- Františka Plamínková, sénateur, féministe
- Evžen Rošický, journaliste et sportif communiste et son père Jaroslav Rošický (en)
- Vladislav Vančura, médecin, écrivain et réalisateur de films
- 26 habitants de Lidice (arrêtées avant l'extermination du village).

Le site est transformé en mémorial après la Seconde Guerre mondiale, et son architecture actuelle date de 1970. Le lieu a le statut de monument culturel national depuis 1978. Aujourd'hui, il est librement accessible et se trouve à dix minutes à pied des stations de métro de Kobylisy ou de Ládví.

## Galerie de photos

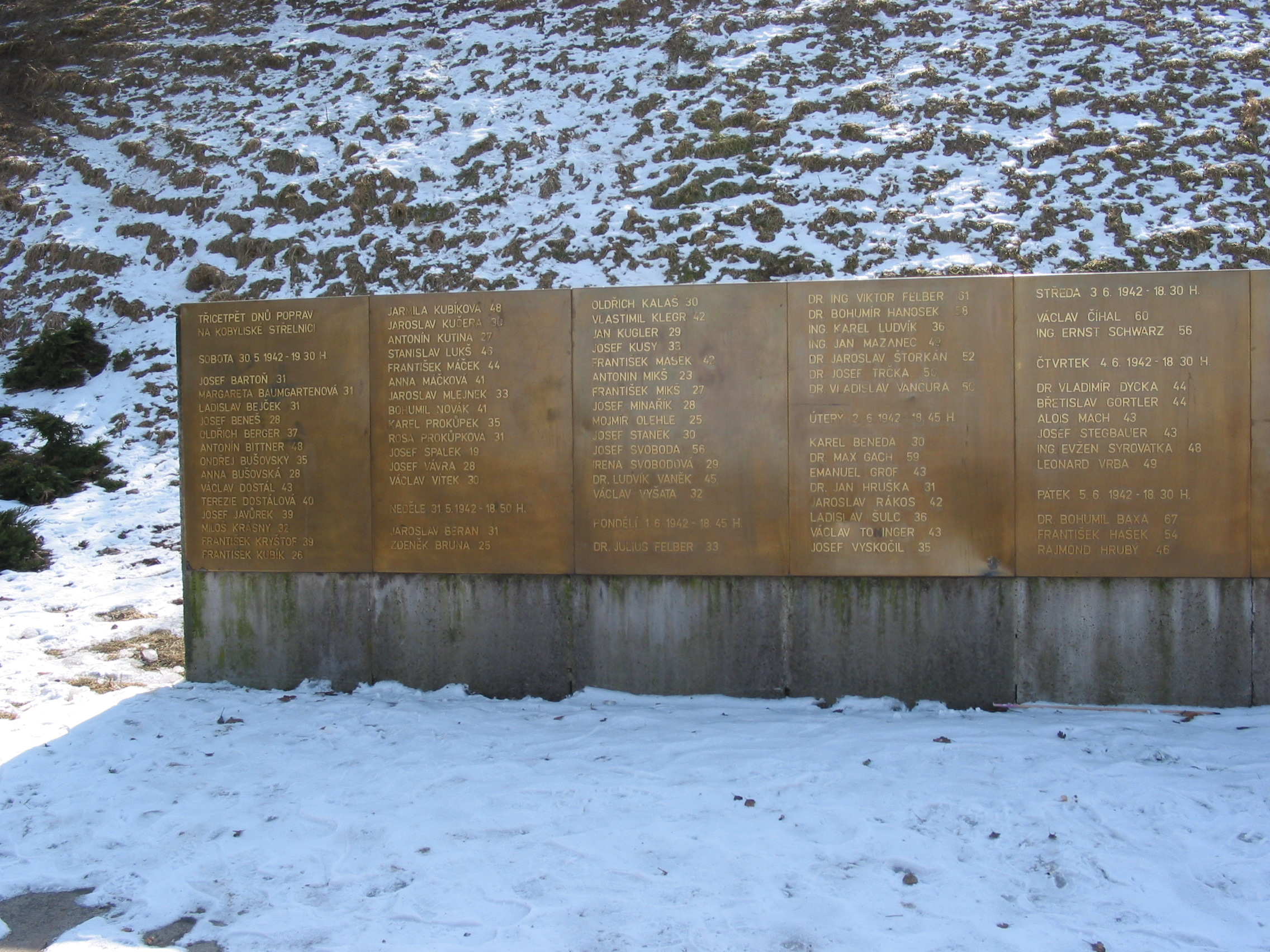
Plaques avec les noms des victimes.
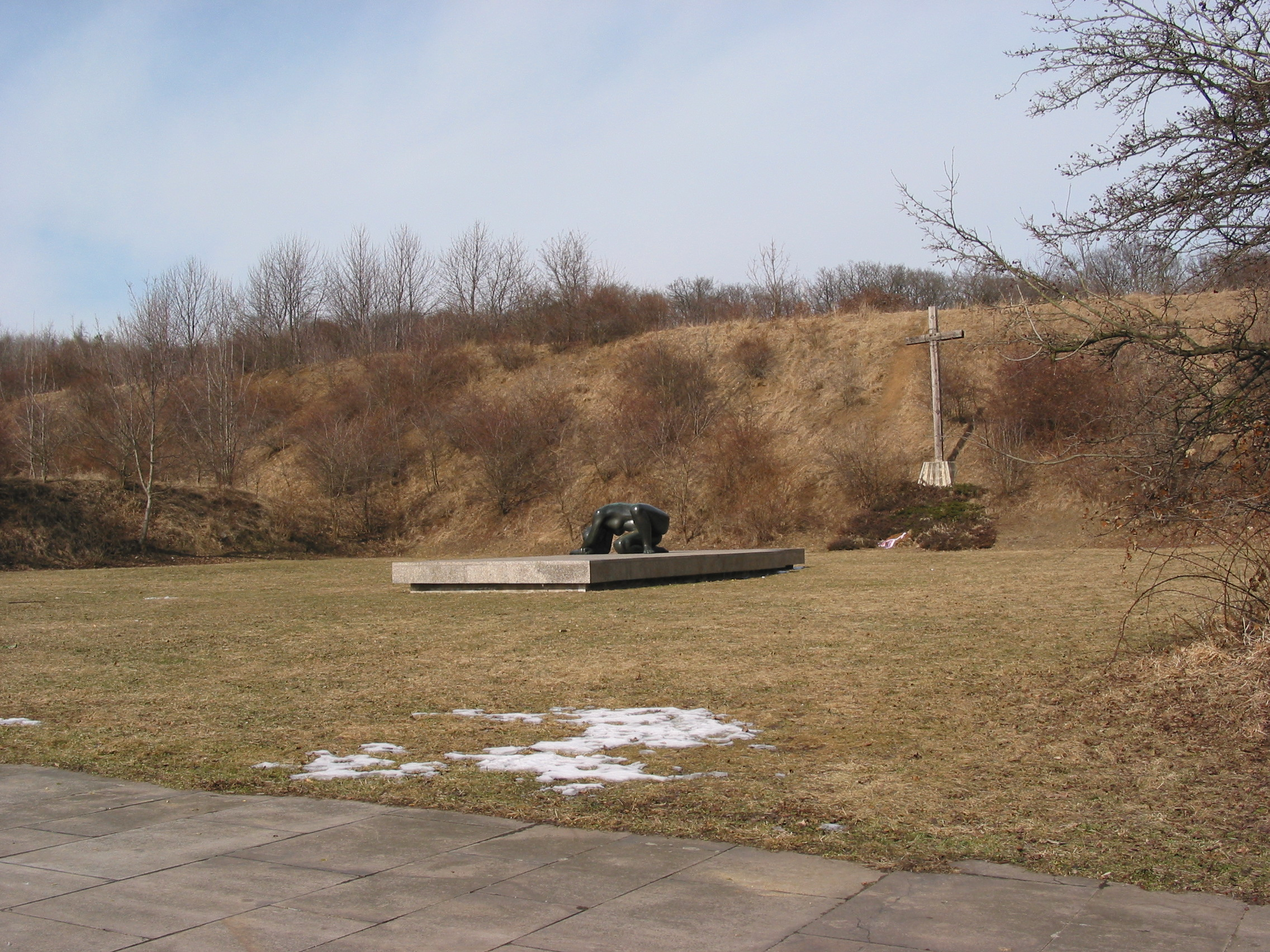
Mémorial et sculpture de Miloš Zet.